# Łosiewice
Łosiewice (prononciation : [wɔɕɛˈvit͡sɛ]) est un village de polonais, situé dans la gmina de Łochów de la Powiat de Węgrów et dans la voïvodie de Mazovie dans le centre-est de la Pologne.
Il se situe à environ 6 kilomètres au nord de Łochów, 28 kilomètres au nord-ouest de Węgrów et à 65 kilomètres au nord-est de Varsovie.
Le village a une population d'environ 330 habitants en 2006.